# Rotala hexandra
Rotala hexandra là một loài thực vật có hoa trong họ Lythraceae. Loài này được Wall. ex Koehne miêu tả khoa học đầu tiên năm 1880.